# Bükkös pitykegomba
A bükkös pitykegomba (Entoloma placidum) a döggombafélék családjába tartozó, Európában és Észak-Amerikában honos, bükkfák korhadó anyagán élő, nem ehető gombafaj.

## Megjelenése
A bükkös pitykegomba kalapja 1,5-4 cm széles, fiatalon kúpos, majd domborúan, idősen laposan kiterül, közepe bemélyedhet; ritkán lapos púppal. Színe sötétszürke vagy szürkésbarna. Felszíne szálas, főleg a közepén sűrűn borítják az apró szürkésbarna pikkelyek. Nem higrofán és széle nem bordás. 
Húsa vékony, fehéres színű. Szaga és íze lisztszerű.
Közepesen sűrű lemezei szélesen tönkhöz nőttek. Színük fiatalon fehér, később a spórák érésével rózsás árnyalatú. 
Tönkje 3-6 cm magas és 0,2-0,4 cm vastag. Alakja hengeres, a tövénél kissé megvastagodott. Színe sötét kékesszürke. Felszíne a csúcsán hamvas, lejjebb ezüstösen szálas. 
Spórapora rózsaszínű. Spórája szögletes, 6-8 csúcsú, mérete 8-11 x 6-7,5 µm.

### Hasonló fajok
Az ibolyástönkű pitykegomba hasonlít hozzá.

## Elterjedése és termőhelye
Európában és Észak-Amerikában honos. Magyarországon ritka.
Lombos fák (főleg bükk, de más fajok, pl. mogyoró vagy nyír is) erősen korhadó anyagán, törmelékén található meg. Júniustól októberig terem. 
Nem ehető.